# Артьом
Артьом (на руски: Артём) е град в Русия, Приморски край.
Намира се на 38 километра североизточно от Владивосток. Разположен е в долината на река Кневичанка в северната част на полуостров Муравьов-Амурски, има изходи към заливите Амурски и Усурийски. Населението на града е 102 405 души (1 януари 2014).
Артьом е основан през 1924 г., получава статут на град през 1938 г. Наименуван е на съветския партиен и държавен деец Фьодор Сергеев (1888 – 1921), повече известен като другаря Артьом, основател на Донецко-Криворожката съветска република, загинал при изпитателното пътуване на аеровагона.
В миналото е наричан град на миньорите, но последната мина е закрита през 2000 г. Затворени са също фабрика „Пианино“ и трикотажната фабрика. От съхранилите се предприятия най-големите са Артьомовската топлоелектрицеска централа и международното летище Владивосток (Кневичи), намиращо се край село Кневичи и северозападната граница на Артьом, както и на 38 км североизточно от краевия център Владивосток.
Висше образование в града предлагат 3 филиала на университети.
Сред забележителностите на Артьом са следните културни учреждения: Регионален исторически музей, Градски дворец на културата (бивш Дворец на културата на въглекопачите), 8 дома на културата, кинотеатър.
През 1990-те години Артьом е представян от ФК „Шахтьор“, играл във 2-ра лига на първенството на страната.